# La vida no vale un cobre
La vida no vale un cobre es un documental transmedia de 2018 dirigido por Maga Zevallos. El documental describe el impacto de la contaminación minera y conflictos socioambientales en la provincia de Espinar en Cusco, Perú.
El proyecto recibió apoyo de CooperAcción, Broederlijk Delen, Entrepueblos, Derechos Humanos Sin Fronteras y el Gobierno Vasco.

## Premios
- 2018. Premio Mejor Nuevo Director en el Festival Internacional de Cine y Documental Acampadoc 2018 en Panamá[4]